# Горки (Абатський район)
Го́рки (рос. Горки) — присілок у складі Абатського району Тюменської області, Росія.
Населення — 125 осіб (2010, 144 у 2002).
Національний склад станом на 2002 рік:
- росіяни — 95 %